# Repetiergeschütz

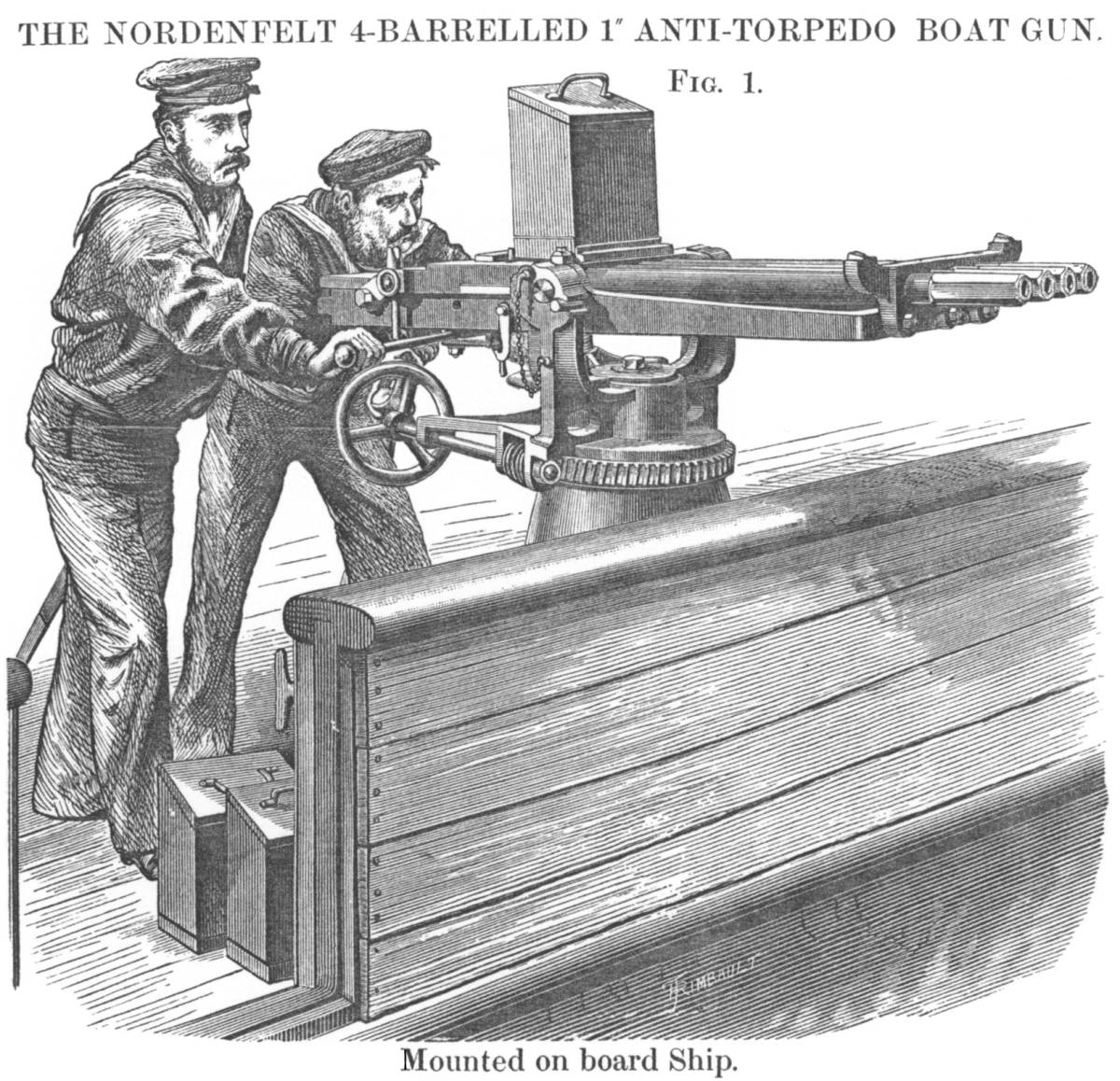
Nordenfelt Gun auf einem Schiff

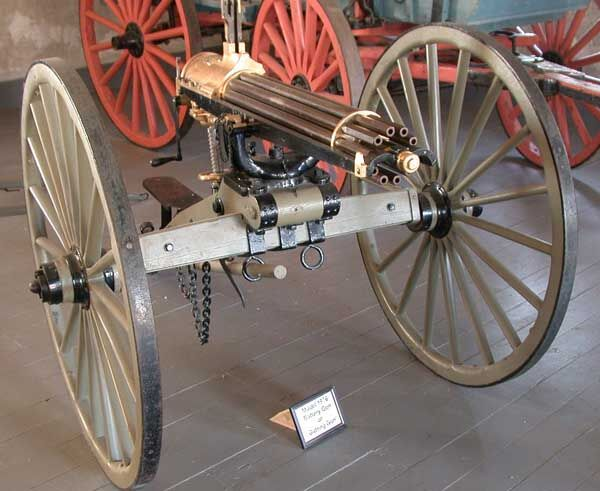
Gatling Gun

Ein Repetiergeschütz ist ein Geschütz, bei dem über einen von Hand zu betätigenden Mechanismus Munition aus einem Magazin in das Patronenlager nachgeladen (repetiert) wird. Obwohl das Kaliber den damaligen Gewehren entsprach oder nur etwas größer war, waren die Waffen so schwer, dass sie einer Lafette bedurften. Im Heer wurden sie in aller Regel der Artillerie zugeordnet, die Marine verwendete sie auf kleinen Schiffen.

## Entwicklung
Schon weit früher war die Repetierarmbrust bekannt. Jedoch ließ sich dieses Prinzip nicht einfach auf Feuerwaffen übertragen. Es wurden zwar mehrläufige Salvengeschütze entwickelt, bei denen der Ladevorgang aber vollständig manuell erfolgte. Die um 1717 entwickelte mehrschüssige Revolverwaffe Puckle Gun war noch mit den unzuverlässigen Steinschloss ausgestattet und setzte sich nicht durch. Erst die Erfindung der Metallpatrone Mitte des 19. Jahrhunderts machte zuverlässige Repetiergeschütze technisch realisierbar.
Die Repetiergeschütze wurden von Mitte des 19. Jahrhunderts bis Anfang des 20. Jahrhunderts, jedoch nicht mit großem Erfolg, verwendet. Die kurze Ära endete mit der Einführung des selbstladenden Maschinengewehrs auf der einen sowie des Schnellfeuergeschützes auf der anderen Seite. Der Mk-18-Granatwerfer der US Navy war in den 1960er Jahren ein später Vertreter dieses Konzepts.

## Modelle
- Union Repeating Gun
- Gatling Gun
- Canon revolver de 37
- Feldl-Geschütz
- Nordenfelt Gun
- Gardner Gun
- Geschütz der Gebrüder Eberhardt